# Epirhyssa valida
Epirhyssa valida là một loài tò vò trong họ Ichneumonidae.